# TacSat 1
TacSat 1 (auch TACOMSAT, englisch Tactical Communication Satellite) war ein Kommunikationserprobungssatellit des Verteidigungsministeriums der USA, der unter Leitung der USAF Space and Missile Systems Organization (SAMSO) entwickelt wurde. TacSat 1 war der größte Kommunikationssatellit zur Zeit seines Starts. Er sollte u. a. die Kommunikation zwischen dem Pentagon und den US-Stäben in Vietnam zur Zeit des Vietnamkriegs sicherstellen. Durch die hohe Sendeleistung des Satelliten waren nur, für damalige Zeit, sehr kleine Antennen von 30 cm nötig. Dies erlaubte das Mitführen von Empfangsanlagen z. B. auch in Fahrzeugen oder auf Schiffen.

## Aufbau
Der zylinderförmige Satellit hatte eine Höhe von 762 cm und einen Durchmesser von 281 cm sowie eine Masse von 640 kg. Er wurde mit Tragheitsrädern drallstabilisiert. Die obere Hälfte bestand aus einem stabförmigen Aufbau, an dem fünf Wendelantennen angebracht waren. Er war mit zwei
Transpondern ausgestattet – einem im X-Band und einem im UHF-Band. Der X-Band-Transponder hatte eine Bandbreite von 10 MHz und eine maximale Leistung von 30 Watt. Die UHF-Transponder hatten eine Bandbreite von 10 MHz und eine maximale Leistung von 230 Watt. Die Stromversorgung von TacSat erfolgte über am Satellitenkörper angebrachte Solarzellen, die eine Leistung von 980 Watt besaßen.

## Mission
Nach dem erfolgreichen Start mit einer Titan-IIIC-Trägerrakete wurde TacSat 1 auf eine geostationäre Umlaufbahn über dem Pazifik gebracht. Er wurde am 16. Dezember 1972 nach der erfolgreichen Demonstration außer Dienst gestellt.